# Avnet Arena
Die Avnet Arena, im allgemeinen Sprachgebrauch auch Heinz-Krügel-Stadion (Kurz: HKS) genannt, ist ein Fußballstadion in der sachsen-anhaltischen Landeshauptstadt Magdeburg. Es wurde im Dezember 2006 eröffnet und entstand an der Stelle des ehemaligen Ernst-Grube-Stadions. Der Hauptnutzer der Anlage ist der 1. FC Magdeburg.

## Geschichte
Wegen des zunehmenden Sanierungsbedarfs des alten Ernst-Grube-Stadions nach fast 50-jährigem Bestehen beschloss der Magdeburger Stadtrat im Jahr 2004 den Abriss der Anlage und den Neubau eines modernen Fußballstadions. Während des Neubaus spielte der 1. FC Magdeburg vom Februar 2005 bis Ende 2006 erneut im Heinrich-Germer-Stadion.
Ende November 2006 wurde das neue Magdeburger Fußballstadion nach den Planungen der Dortmunder Architekten Schröder Schulte-Ladbeck fertiggestellt und an die Landeshauptstadt übergeben. Sowohl die Licht- als auch Tonanlagentests verliefen erfolgreich, und so wurde die neue Heimspielstätte des 1. FC Magdeburg am 10. Dezember 2006 feierlich mit dem Tag der Offenen Stadion-Tür eröffnet. Diesen nutzten geschätzt rund 50.000 Zuschauer, um sich das Stadion und die Kabinen anzuschauen. Der Höhepunkt war dann die Übergabe und die Einweihung, die von Franz Beckenbauer vorgenommen wurde. Dem folgte ein Spiel einer Oldstar-Auswahl des 1. FC Magdeburg und einer DDR-Oldstar-Auswahl. Dieses Spiel gewann die FCM-Auswahl mit 6:3. Spieler wie Jürgen Sparwasser, Dirk Heyne, „Maxe“ Steinbach spielten für den FCM, und für die DDR-Auswahl spielten bekannte Fußballer wie Joachim Streich, Konrad Weise, „Dixie“ Dörner mit.
Das erste offizielle Spiel im neuen Stadion fand in Form eines Freundschaftsspiels am 19. Dezember 2006 vor über 13.000 Zuschauern gegen Eintracht Braunschweig statt und endete mit einem 0:0. Dem folgte das eigentliche Eröffnungsspiel gegen Werder Bremen am 23. Januar 2007 vor 24.053 Zuschauern, das die Gäste mit 3:0 gewannen. Im ersten Regionalliga-Pflichtspiel am 10. Februar 2007 spielte der FCM gegen Holstein Kiel vor mehr als 8000 Zuschauern 0:0. Das erste Tor des 1. FC Magdeburg im neuen Stadion fiel erst im fünften Spiel beim 2:2 gegen Fortuna Düsseldorf. Der erste Sieg gelang dem 1. FC Magdeburg dann am 24. März vor 20.011 Zuschauern mit 1:0 gegen Dynamo Dresden. Erstmals ausverkauft war das Stadion am 2. Juni 2007, als am letzten Spieltag der FCM und der FC St. Pauli aufeinandertrafen. Die Partie endete 1:1.
Am 29. Juli 2007 wurde das erste Länderspiel in der neuen Arena ausgetragen. Die deutsche Frauennationalmannschaft gewann vor 10.735 Zuschauern ein WM-Vorbereitungsspiel gegen die Auswahl Dänemarks mit 4:0.
Die deutsche U21-Nationalmannschaft absolvierte drei EM-Qualifikationsspiele gegen Frankreich am 10. Oktober 2008 vor 12.550 Zuschauern, gegen Island am 2. März 2010 vor 4820 Zuschauern und gegen Rumänien am 9. September 2014 vor 2163 Zuschauern im Stadion Magdeburg. Am 18. Mai 2009 war das Stadion Magdeburg Schauplatz des Finales der U17-Europameisterschaft, welches Deutschland mit 2:1 nach Verlängerung gegen die Niederlande gewann.
Nachdem bei einer baudynamischen Untersuchung in der Drittliga-Partie gegen Hansa Rostock festgestellt worden war, dass durch rhythmisches Hüpfen der Fans die Gefahr von Statikproblemen bestand, sprach die Stadt Magdeburg im November 2016 kurzfristig eine Nutzungsuntersagungsverfügung für alle Tribünen und Blöcke der Arena aus. Diese hätte den Aufenthalt von Zuschauern in den Blöcken beziehungsweise auf den Tribünen während eines Fußballspiels untersagt. Sie wurde unter der Auflage, dass auf den Tribünen nicht gehüpft werden darf, zurückgezogen.
Am 1. Spieltag der Saison 2025/26 in der 2. Bundesliga erreichte der Club gegen Eintracht Braunschweig einen Zuschauerrekord von 28.780 Zuschauern in der Arena. In der Saison 24/25 schaffte man einen Rekord bei dem Zuschauerschnitt (25.060 Zuschauer pro Spiel).

## Ausbau 2019–2020
Aufgrund der seit 2016 bekannten Probleme mit der Statik und der deswegen notwendigen Umbaumaßnahmen am Stadion wurden zwei Varianten diskutiert, in deren Folge auch jeweils eine Erweiterung des Stehplatzkontingents angedacht wurde. Zur Diskussion stand ein Umbau im laufenden Betrieb, bei dem die Gesamtkapazität nicht oder nur geringgradig verändert worden wäre und welche die kleine Variante genannt wurde und eine Erweiterung der Gesamtkapazität auf 30.000 Zuschauern, welche mit einer viermonatigen Umbauphase mit Teilsperrungen des Stadions verbunden sein sollte. Letztere wurde die große Variante genannt. Die kleine Variante war mit Kosten von etwa vier Millionen Euro veranschlagt. Im Juni 2017 entschieden sich die Stadt Magdeburg und der 1. FC für die große Variante. Die Zahl der Stehplätze wird im Zuge des Umbaus auf etwa 13.000 erhöht. Die Kosten sollten sich nach Berechnungen auf etwa 5,9 Millionen Euro belaufen. Die Arbeiten begannen im Juli 2019 und sollten voraussichtlich bis März 2020 andauern. Dabei zog der „Block U“ auf die Südtribüne um. Ende September wurden die Blöcke 3 und 4 wieder freigegeben, sodass „Block U“ auf die Nordtribüne zurückkehren konnte. Ende Januar 2020 wurde der Block 7 umgebaut und der Ausbau auf eine Kapazität von 30.098 Plätzen, von denen je nach Sicherheitseinstufung rund 28.000 Plätze nutzbar sind, abgeschlossen. Die Gesamtmaßnahme konnte für 10,3 Millionen Euro umgesetzt werden.

## Lage und Verkehrsanbindung

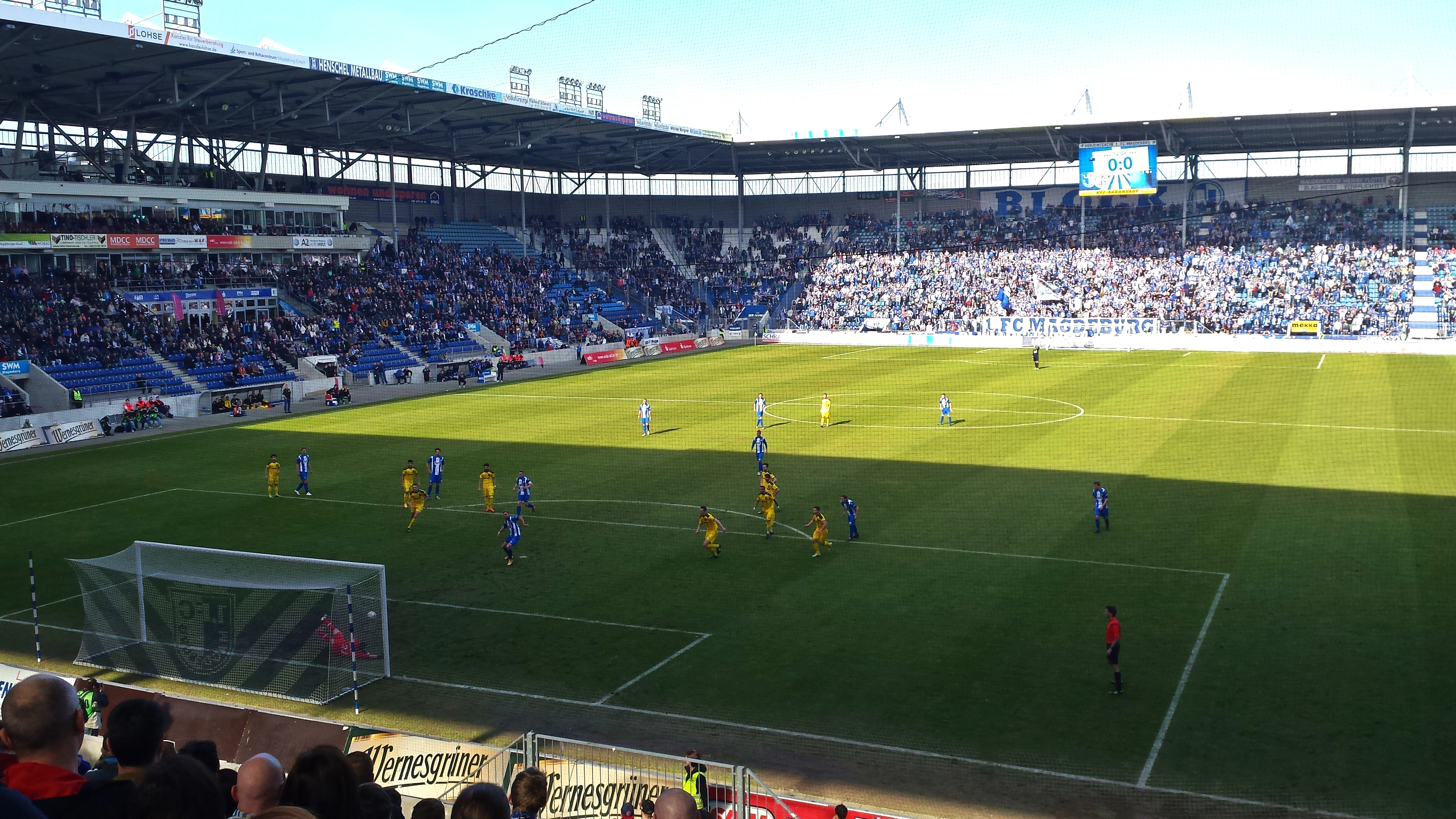
Innenansicht während des Spielbetriebs

Die Avnet Arena befindet sich auf der Ostseite der Elbe an der Friedrich-Ebert-Straße nahe der Jerichower Straße/Berliner Chaussee (B 1).
Das Stadion ist an den ÖPNV durch die Haltestelle „Arenen“ an der Berliner Chaussee angebunden, die von der Straßenbahnlinie 4 und Stadtbuslinie 51 bedient wird. Bei Großveranstaltungen werden teilweise auch zusätzliche Kapazitäten eingesetzt.
Für den individuellen Anreiseverkehr stehen 1200 Parkplätze am Stadion zur Verfügung, darunter 20 Busparkplätze. Daneben gab es ursprünglich einen Stellplatz mit Anlehnbügeln für rund 200 Fahrräder. 2018 wurde parallel zum Parkplatz Richtung Nordeingang und entlang des Weges von der Friedrich-Ebert-Straße zum Heinz-Krügel-Platz je ein weiterer Anlehnbügel-Fahrradparkplatz ergänzt. Insgesamt stehen so rund 600 Fahrradparkplätze zur Verfügung.

## Daten zum Stadion

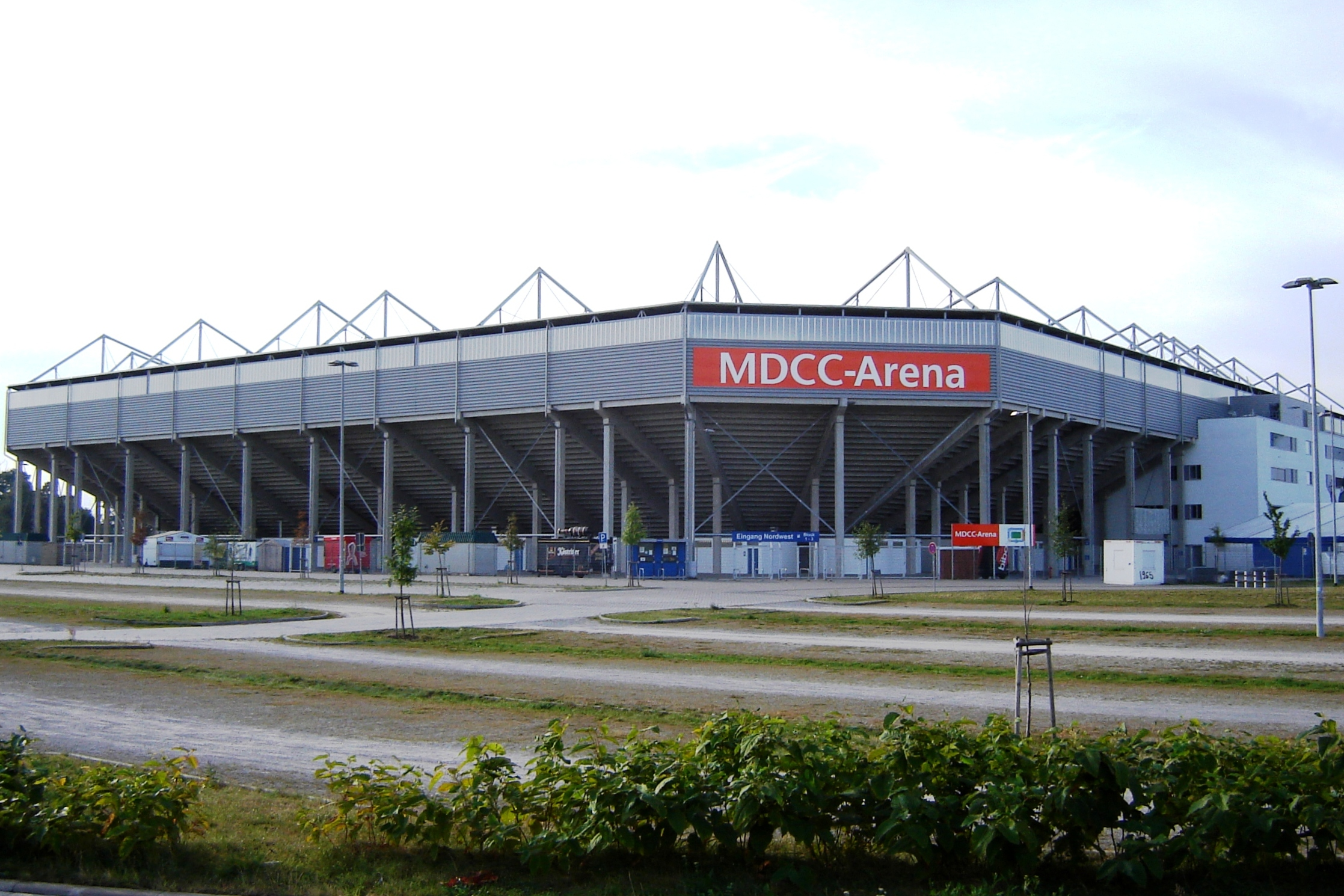
Außenansicht

Die Avnet Arena ist ein reines Fußballstadion. Die Zuschauerränge sind komplett überdacht und bieten ein maximales Fassungsvermögen von knapp 30.000 Besuchern. Für Ligaspiele standen bis zum Abschluss von Umbaumaßnahmen zuvor 22.750 Sitz- und 4500 Stehplätze zur Verfügung. Die Stehplätze konnten auf 2500 Sitzplätze umgerüstet werden. Bei Länderspielen standen 25.000 Sitzplätze zur Verfügung. Dazu kamen 15 Logen, die insgesamt 180 Plätze bieten und 430 Businessclubplätze. Für Behinderte standen 64, für die Presse 40 Plätze bereit. Das Flutlicht ist am Dach fest installiert. Die Zuschauer werden durch zwei Videowände informiert. Außerdem verfügt das Stadion über eine Rasenheizung.
In der Saison 2015/16 ergaben Messungen an den Zuschauertribünen des Stadions während Spielen, dass diese durch das gleichmäßige Hüpfen der Fans bis zu 3 cm in Schwingung versetzt werden. Danach wurde die Lebensdauer der Konstruktion neu berechnet und von 50 auf 17,5 Jahre reduziert.

## Name
Das Stadion wurde unter der Bezeichnung Stadion Magdeburg eröffnet. Im Juli 2009 wurde der Magdeburger Telekommunikationsanbieter MDCC Magdeburg-City-Com durch einen Sponsoringvertrag Namensgeber, woraufhin das Stadion in MDCC-Arena umbenannt wurde. Der Vertrag lief bis zum 30. Juni 2024, erlaubte bei einem finanziell höheren Angebot jedoch einen Quereinstieg. Die Fans des 1. FC Magdeburg setzen sich für eine Umbenennung in Heinz-Krügel-Stadion ein, um den ehemaligen Trainer Heinz Krügel zu ehren, unter dem der Verein u. a. 1974 den Europapokal der Pokalsieger gewann. Im Sprachgebrauch ist der Name Heinz-Krügel-Stadion, kurz HKS, bereits etabliert. Teilweise wird auch der Name des vorherigen Stadions an gleicher Stelle, Ernst-Grube-Stadion, verwendet.
Im März 2024 wurde bekannt, dass das US-Elektronik-Unternehmen Avnet neuer Sponsoringpartner wird. Seit dem 1. Juli 2024 heißt die Anlage Avnet Arena. Die Vermarktung der Sponsoringrechte und auch die Cateringrechte wurden mit Auslaufen der bisherigen Verträge per Beschluss des Magdeburger Stadtrates und des MVGM-Aufsichtsrates an den 1. FC Magdeburg übertragen. Im Gegenzug übernimmt der Verein das bisher von der MVGM verantwortete Greenkeeping in der Arena.

## Bewerbung zur Frauen-Fußballweltmeisterschaft 2011
Magdeburg bewarb sich als Austragungsort zur Frauenfußball-Weltmeisterschaft 2011. Augsburg, Berlin, Bochum, Dresden, Frankfurt, Leverkusen, Mönchengladbach, Sinsheim und Wolfsburg erhielten aber den Vorzug gegenüber Magdeburg.

## German Bowl
Im Jahr 2011 wurde der German Bowl XXXIII in Magdeburg ausgetragen. Das Präsidium des American Football Verbands Deutschland (AFVD) hatte der 1. FC Magdeburg Stadion- und Sportmarketinggesellschaft zunächst für drei Jahre die Ausrichtung des Finales um die deutsche Meisterschaft im American Football in der Arena übertragen. Am 21. Juni 2012 gab der AFVD bekannt, dass die Partnerschaft in gegenseitigem Einvernehmen aufgehoben wurde.